# سیکلادس (شبکه کامپیوتری)
شبکه کامپیوتری CYCLADES ( تلفظ فرانسوی: [siklad] ) یک شبکه تحقیقاتی فرانسوی بود که در اوایل دهه 1970 به وجود آمد. این یکی از شبکه های پیشتازی بود که مفهوم سوئیچ بسته را آزمایش کرد و بر خلاف ARPANET ، به وضوح برای ساده سازی کار اینترنتی ساخته شد.  
شبکه CYCLADES اولین شبکه ای بود که میزبان ها را مسئول واگذاری مطمئن داده ها کرد، نه اینکه به صورت یک سرویس متمرکز خود شبکه عمل کند. دیتاگرام ها در شبکه به وسیله قرارداد های حمل و نقل داد و ستد شدند که تحویل قابل اطمینان را ضمانت نمی کنند، اما نهایت تلاش خود را می کنند. برای تاثیر گذاری برگه های شبکه (میزبان ها) برای خطاگیری، شبکه از شفافیت پروتکل سراسری اطمینان حاصل کرد، مفهومی که بعداً به عنوان اصل انتها به انتها شناخته شد. این مدلسازی ساده شبکه، تأخیر شبکه را کم کرد و فرصت‌ شکست های یک نقطه ای را کاهش داد. تجربه این مفاهیم منجر به طراحی ویژگی‌های کلیدی پروتکل اینترنت در پروژه ARPANET شد.   
این شبکه توسط دولت فرانسه، به واسطه Institut de Recherche en lnformatique et en Automatique (IRIA)، آزمایشگاه ملی تحقیقاتی علوم کامپیوتر در فرانسه، که اکنون با نام Inria معروف است، پشتیبانی می شد که به عنوان آژانس هماهنگ کننده فعالیت می کرد. چند تولیدکننده کامپیوتر، بنیاد تحقیقاتی و دانشگاه های فرانسوی در این تلاش همکاری کردند. CYCLADES به دست لویی پوزین طراحی و کارگردانی شد.  

## مفهوم و استقرار
این پروژه در سال 1971 راه اندازی شد.  طراحی و استخدام در سال 1972 شروع شد و نوامبر 1973 شاهد اولین نمایش به واسطه  سه میزبان و یک سوئیچ بسته بود.
پوزین اصطلاح catenet را در سال 1973 در یادداشتی که در اختیار کارگروه شبکه بین المللی  قرار گرفت، برای تشریح سیستمی از شبکه های ارتباطی سوئیچ بسته ای که به وسیله دروازه ها به هم وصل شده اند، ایجاد کرد. وی بعداً این ایده‌ها را در مقاله‌ای در سال 1974 با عنوان « پیشنهادی برای اتصال شبکه‌های سوئیچینگ بسته» به چاپ رساند. 
گسترش شبکه در سال 1974 با نصب سه سوئیچ بسته تا ماه فوریه ادامه یافت، اگرچه در آن نقطه شبکه هر روز فقط سه ساعت فعالیت می کرد. تا ژوئن، شبکه به هفت سوئیچ رسید و در طول روز برای استفاده آزمایشی قابل دسترس بود.
یک متمرکزکننده ترمینال نیز در همان سال توسعه یافت، چرا که اشتراک زمانی هنوز یک روش رایج برای استفاده از رایانه بود. در سال 1975، شبکه به دلیل محدودیت های بودجه ای اندکی عقب نشینی کرد ، اما این عقب نشینی زودگذر بود. در آن مرحله، شبکه خدمات کاربری کنترل از راه دور ، فایل دسته ای از راه دور و انتقال فایل را ارائه داد.
در سال 1976 شبکه در حال استقرار کامل بود و سرانجام به 20 گره با اتصال به NPL در لندن، ESA در رم و شبکه انفورماتیک اروپایی (EIN) رسید و شماره گذاری شد.

## جزییات فنی
CYCLADES از معماری لایه ای استفاده کرد که در اینترنت به کار گرفته شده است. انتقال بسته پایه مانند تابع، به نام CIGALE، بدیع بود. سرویس دیتاگرام غیر قابل اطمینانی را ارائه کرد (این کلمه به واسطه لوئی پوزین با ترکیب داده و تلگرام ابداع شد). از آنجایی که نیازی نبود که سوئیچ های بسته از تحویل صحیح داده ها مطمئن شوند، این امر به شدت طراحی آنها ساده کرد. . 
"دو منبع الهام بخش دیتاگرام ها بودند. یکی از آنها مطالعات دونالد دیویس بود. او شبیه سازی هایی از شبکه های دیتاگرام انجام داده بود، اگرچه او هیچ چیزی نساخته بود، و از نظر فنی قابل اجرا به نظر می رسید. الهام دوم این بود که من چیزهای ساده را دوست دارم. من هیچ انگیزش فنی واقعی برای همپوشانی دو سطح از پروتکل های انتها به انتها ندیدم. فکر کردم یکی کافی است."
- لوئیس پوزین 
شبکه CIGALE دارای یک پروتکل مسیریابی بردار فاصله بود و امکان آزمایش با معیارهای مختلف را تامین نمود. همچنین شامل یک پروتکل همگام سازی زمانی در همه کلید های بسته بود. CIGALE شامل تلاش های اولیه در اجرای کنترل تراکم با نادیده گرفتن بسته های اضافی بود.
نام CIGALE ( تلفظ فرانسوی: [siɡal] ) – فرانسوی برای cicada – از این حقیقت سرچشمه می‌گیرد که توسعه‌دهندگان یک بلندگو را در هر رایانه نصب کرده‌اند، به‌گونه ای که «وقتی بسته‌ای از رایانه عبور می‌کند، صدای «چیرپ چیرپ چیرپ» مانند cicadas می‌شود. 
یک پروتکل انتها به انتها ساخته شده که در بالای آن، یک سرویس حمل و نقل قابل اعتماد را ارائه می کند، که در بالای آن برنامه های کاربردی ایجاد شده اند. به جای جریان بایتی قابل اطمینان از TCP، توالی قابل اعتمادی از واحدهای داده قابل رویت کاربر به نام حروف فراهم آورد. پروتکل حمل و نقل قادر بود به وسیله ساختارهای استاندارد امروزی از تصدیق انتها به انتها و وقفه‌های زمانی با تحویل نامنظم و غیرقابل اعتماد دیتاگرام‌ها مقابله کند. همچنین دارای ویژگی های پنجره  کشویی و کنترل جریان انتها به انتها نیز بود.

## نابودی
تا سال 1976، PTT فرانسه در حال توسعه راه‌گزینی بسته کوچک بود،که یک شبکه بسته مبتنی بر استاندارد نوظهور X.25 بود. بحث های آکادمیک بین دیتاگرام و شبکه های مدار مجازی تا مدتی ادامه پیدا کرد، اما سرانجام با تصمیمات بوروکراتیک کوتاه شدند.
انتقال داده در آن زمان در انحصار دولت فرانسه بود و IRIA برای راه اندازی شبکه سیکلادس نیازمند یک بخش ویژه بود. PTT با سرمایه گذاری مالی توسط دولت رقیب شبکه Transpac خود موافقت ننمود و اصرار به لغو مجوز و بودجه داشت. تا سال 1981، Cyclades مجبور به تعطیلی شد.

## میراث
مهمترین میراث CYCLADES در نشان دادن این بود که انتقال مسئولیت قابلیت اطمینان به میزبان ها قابل اجرا است و یک شبکه خدماتی با عملکرد خوب را ساخت. علاوه بر آن نشان داد که پیچیدگی کلید های بسته را تا حد زیادی می کاهد. این مفهوم به سنگ بنای طراحی اینترنت مبدل شد.    
این شبکه زمینه پرثمری برای تجربه و آزمایش بود و به نسلی از دانشمندان کامپیوتر فرانسوی این امکان را فراهم کرد که مفاهیم شبکه را آزمایش و تمرین نمایند.  لوئیس پوزین و فارغ التحصیلان CYCLADES تعدادی از پروژه های بعدی را در IRIA برای آزمایش شبکه های محلی، شبکه های ماهواره ای ، سیستم عامل یونیکس و سیستم عامل عبور پیام Chorus شروع کردند.
هوبرت زیمرمن از تجربه خود در CYCLADES بهره برد تا بر طراحی مدل OSI اثر بگذارد، که هنوز هم یک ابزار آموزشی متداول است.
جرارد لو لان با وینت سرف و باب کان همکاری کرد تا مفاهیم پروژه سیکلادس را در طراحی اصلی برنامه کنترل انتقال بگنجاند . 
فارغ التحصیلان و پژوهشگران CYCLADES در IRIA/INRIA نیز در توسعه پذیرش اینترنت در فرانسه موثر بودند و سرانجام شاهد توفیق اینترنت مبتنی بر دیتاگرام و انهدام شبکه های مدار مجازی X.25 و ATM بودند.

## همچنین ببینید
- تاریخچه اینترنت
- اینترنت در فرانسه § تاریخ
- شبکه NPL

## یادداشت
1. ↑  Abbate, Janet (2000). Inventing the Internet. MIT Press. p. 125. ISBN 978-0-262-51115-5.
2. 1 2  Kim, Byung-Keun (2005). Internationalising the Internet the Co-evolution of Influence and Technology. Edward Elgar. pp. 51–55. ISBN 1845426754.
3. 1 2  Bennett, Richard (September 2009). "Designed for Change: End-to-End Arguments, Internet Innovation, and the Net Neutrality Debate" (PDF). Information Technology and Innovation Foundation. p. 11. Archived from the original (PDF) on 29 August 2019. Retrieved 11 September 2017.
4. 1 2  Pelkey, James. "6.3 CYCLADES Network and Louis Pouzin 1971-1972."  Entrepreneurial Capitalism and Innovation: A History of Computer Communications 1968-1988 بایگانی‌شده  در ۱۷ مه ۲۰۲۲ توسط Wayback Machine.
5. 1 2  Pelkey, James. "6.4 Transmission Control Protocol (TCP) 1973-1976." Entrepreneurial Capitalism and Innovation: A History of Computer Communications 1968-1988 بایگانی‌شده  در ۱ سپتامبر ۲۰۲۲ توسط Wayback Machine.
6. ↑  "The internet's fifth man". Economist. 13 December 2013. Retrieved 11 September 2017. In the early 1970s Mr Pouzin created an innovative data network that linked locations in France, Italy and Britain. Its simplicity and efficiency pointed the way to a network that could connect not just dozens of machines, but millions of them. It captured the imagination of Dr Cerf and Dr Kahn, who included aspects of its design in the protocols that now power the internet.
7. ↑  "Say Bonjour to the Internet's Long-Lost French Uncle". Wired. 3 January 2013. Retrieved 11 September 2017.
8. ↑  Andrew L. Russell (30 July 2013). "OSI: The Internet That Wasn't". IEEE Spectrum. Vol. 50, no. 8.
9. ↑  McKenzie, Alexander (2011). "INWG and the Conception of the Internet: An Eyewitness Account". IEEE Annals of the History of Computing. 33 (1): 66–71. doi:10.1109/MAHC.2011.9. ISSN 1934-1547.
10. ↑  A Proposal for Interconnecting Packet Switching Networks, L. Pouzin, Proceedings of EUROCOMP, Brunel University, May 1974, pp. 1023-36.
11. ↑  "A Technical History of CYCLADES" بایگانی‌شده  در ۲۰۱۳-۰۹-۰۱ توسط Wayback Machine, Technical Histories of the Internet & other Network Protocols (THINK), University of Texas, 11 June 2002
12. ↑  "A Technical History of CYCLADES" بایگانی‌شده  در ۲۰۱۳-۰۹-۰۱ توسط Wayback Machine, Technical Histories of the Internet & other Network Protocols (THINK), University of Texas, 11 June 2002
13. ↑  "The path to digital literacy and network culture in France (1980s to 1990s)". The Routledge Companion to Global Internet Histories. Taylor & Francis. 2017. pp. 84–89. ISBN 978-1317607656.
14. ↑  Cerf, V.; Kahn, R. (1974). "A Protocol for Packet Network Intercommunication" (PDF). IEEE Transactions on Communications. 22 (5): 637–648. doi:10.1109/TCOM.1974.1092259. ISSN 1558-0857. The authors wish to thank a number of colleagues for helpful comments during early discussions of international network protocols, especially R. Metcalfe, R. Scantlebury, D. Walden, and H. Zimmerman; D. Davies and L. Pouzin who constructively commented on the fragmentation and accounting issues; and S. Crocker who commented on the creation and destruction of associations.

## بیشتر خواندن
- لوئیس پوزین (ویراستار)، شبکه کامپیوتری Cyclades: Toward Layered Network Architectures (هلند شمالی، آمستردام، 1982)

## لینک های خارجی
- نابودی سیکلادس